# Тодор Христов (Крушево)
Вижте пояснителната страница за други личности с името Тодор Христов.
Тодор Христов, е български революционер, деец на Вътрешната македоно-одринска революционна организация.

## Биография
Христов е роден в 1878 година в град Крушево, тогава в Османската империя. Завършва I прогимназиален клас. Работи като бозаджия. Влиза във ВМОРО и става член на Крушевския околийски революционен комитет от 1904 до 1908 година. В 1911 година е арестуван от младотурския режим при обезоръжителната акция и заточен в Мала Азия.